# Lawn (Texas)
Pour les articles homonymes, voir Lawn.
Lawn est une ville située au sud-est du comté de Taylor, au Texas, aux États-Unis,.

## Démographie
Lors du recensement de 2010, la ville comptait une population de 314 habitants. Elle est estimée, en 2016, à 318 habitants.

### Source de la traduction
- (en) Cet article est partiellement ou en totalité issu de l’article de Wikipédia en anglais intitulé « Lawn, Texas » (voir la liste des auteurs).